# Cmentarz żydowski w Świeciu
Cmentarz żydowski w Świeciu – kirkut został założony w XIX wieku. Mieścił się przy ulicy Polnej. W czasie II wojny światowej naziści zdewastowali nekropolię. Teren kirkutu został zabudowany po wojnie. Nekropolia została upamiętniona pomnikiem. Na cmentarzu znajduje się masowa mogiła około stu Żydów rozstrzelanych przez Niemców i Volksdeutschów we wrześniu 1939.